# Osyp Bezpałko

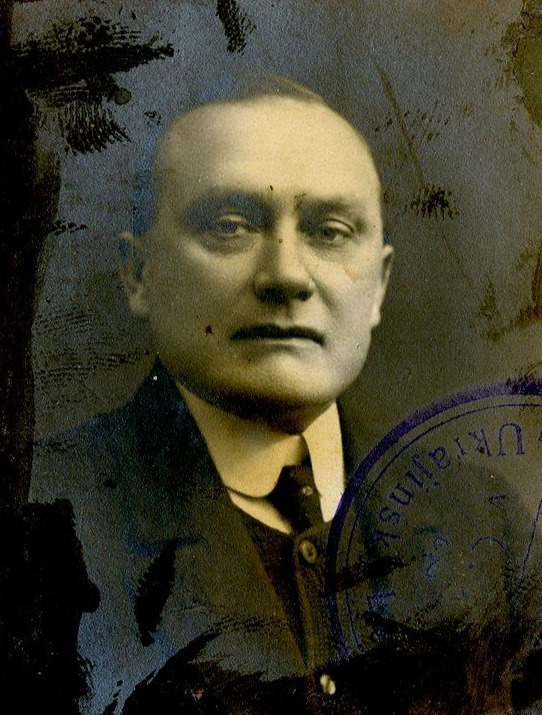
Osyp Bezpałko (przed 1939 r.)

Osyp Bezpałko (ur. 13 maja 1881 w Czerniowcach, zm. w 1950) – ukraiński polityk i działacz społeczny na Bukowinie, publicysta.

## Życiorys
Przewodniczący Ukraińskiej Partii Socjal-Demokratycznej na Bukowinie w latach 1906-1918, redaktor jej organu prasowego na Bukowinie Borba w latach 1908-1914. W latach 1918–1919 poseł do Ukraińskiej Rady Narodowej z ramienia Narodowej Rady Bukowiny.
Uczestnik Kongresu Pracy Ukrainy, w latach 1919-1920 minister pracy w rządach URL Borysa Martosa, Isaaka Mazepy i Wiaczesława Prokopowycza. 11 lutego 1920 aresztowany przez polskie władze jako członek rządu URL, zwolniony po interwencji ukraińskiej misji dyplomatycznej, wyemigrował do Czechosłowacji, wykładał w Ukraińskiej Akademii Gospodarczej w Poděbradach. Na emigracji wybrany został przewodniczącym Ukraińskiego Związku Siczowego.
W 1947 aresztowany na terenie Czechosłowacji przez służby radzieckie, został przewieziony do ZSRR, i skazany na karę gułagu. Zmarł w obozie w Kazachstanie.